# Explorer 5
Explorer 5 lub Explorer C (EXPLR5) – amerykański satelita naukowy z serii Explorer. Był własnością wojskowej agencji DARPA. Miał prowadzić obserwacje magnetosfery w ramach Projektu Argus – serii małych wybuchów nuklearnych w atmosferze Ziemi. Ważył 17,24 kg. 
Start przeprowadzony 24 sierpnia 1958 ze Stacji Sił Powietrznych Cape Canaveral nie powiódł się. Pierwszy człon rakiety nośnej Jupiter C zderzył się ze stopniami wyższymi. Drugi stopień został odpalony w niewłaściwym kierunku.